# Friedrich Wille (Mathematiker)
Friedrich Wille (* 5. Januar 1935; † 9. August 1992) war ein deutscher Mathematiker und Professor (C4) an der Universität Kassel. Neben seiner Tätigkeit als Professor und als Autor von Fachliteratur und unterhaltsamer Literatur für mathematisch interessierte Leser ist er auch als Verfasser und Komponist der Hauptsatzkantate, einer Vertonung des Hauptsatzes der Differential- und Integralrechnung (inklusive Beweis und Anwendungen), bekannt. Eine gewisse Bekanntheit erwarb auch seine vollständig in Gedichtform verfasste Arbeit „Galerkins Lösungsnäherungen bei monotonen Abbildungen“.
Im Jahre 1965 schrieb Wille seine Dissertation mit dem Titel Konstruktion fastautomorpher Funktionen durch Poincarésche Reihen an der Universität Göttingen bei Wilhelm Maak. In der Analysis hat er den Satz von Wille beigetragen.
Willes jüngerer Bruder Rudolf Wille war ebenfalls Mathematiker und Professor (Technische Universität Darmstadt).

## Werke
Humoristische Bücher
- Friedrich Wille: Humor in der Mathematik. Vandenhoeck & Ruprecht, Göttingen 1982, ISBN 3-525-40726-2. (darin enthalten ist die Hauptsatzkantate).
- Friedrich Wille: Eine mathematische Reise (= Kleine Vandenhoeck-Reihe. Band 1505). Vandenhoeck, Göttingen 1984, ISBN 3-525-33503-2.

Fachbücher
- Klemens Burg, Herbert Haf, Friedrich Wille: Höhere Mathematik für Ingenieure. Teubner Verlag. 5 Bände.
- Friedrich Wille: Analysis. Eine anwendungsbezogene Einführung (= Mathematik für das Lehramt an Gymnasien). Vieweg+Teubner Verlag, 1976, doi:10.1007/978-3-322-94765-9.